# フェロシリコン
フェロシリコンとは、合金鉄の一種。ケイ素を15〜90質量％含む鉄の合金である。ケイ化鉄を多く含む。

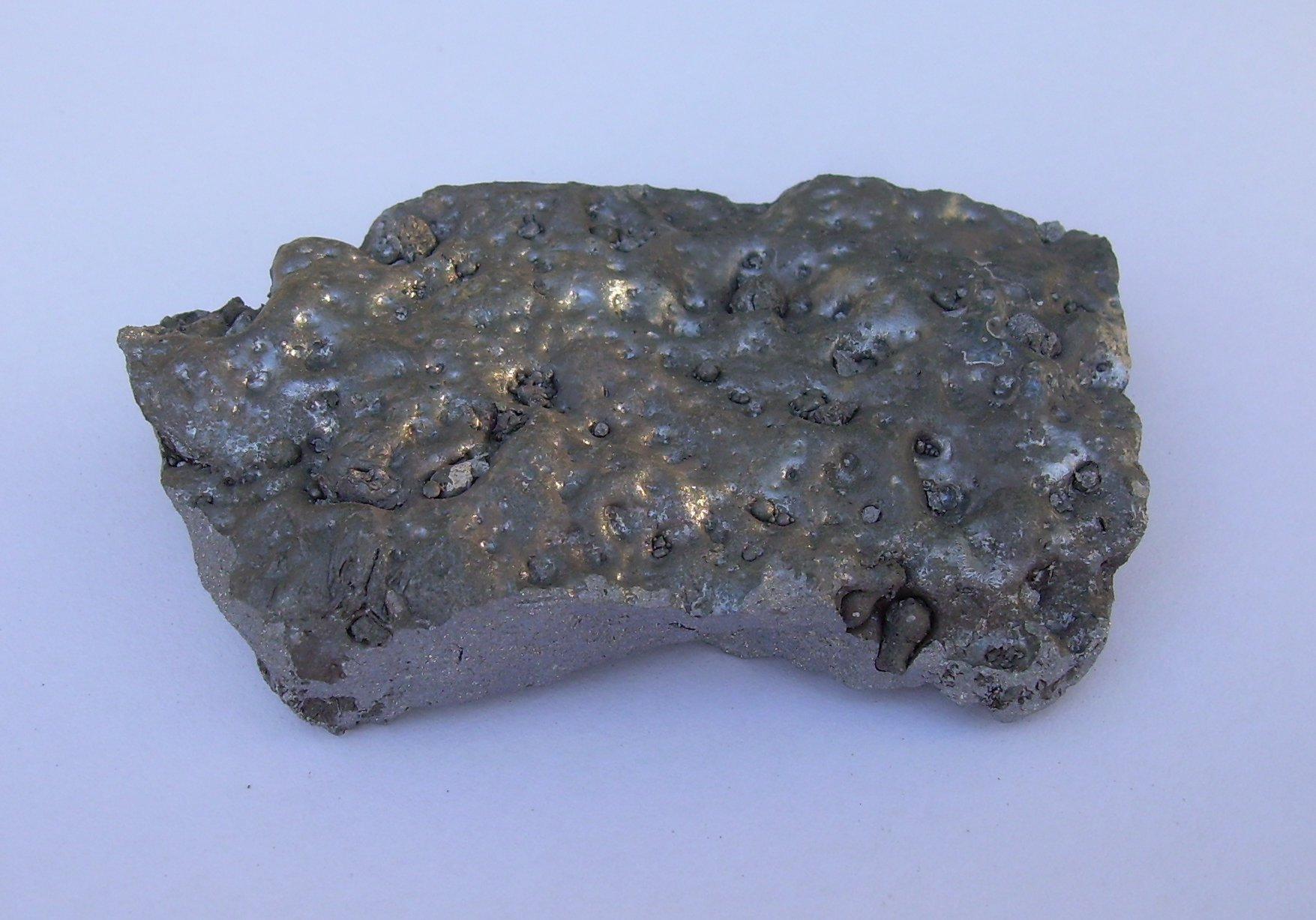
フェロシリコン

## 製法
フェロシリコンは鉄の存在下でシリカ、砂をコークスで還元することによって製造される。
ケイ素濃度が15％までのフェロシリコンは高炉で、それ以上は電気炉によって製造される。
国内では生産コスト上昇により作られていない。

## 用途
ケイ素の高い還元性を利用して製鋼用脱酸素剤として用いられる。テルミット溶接の添加剤としても使われる。
ケイ素鋼の原料にもなる。

## 水素製造
この用途には、第一次世界大戦後から使われている。それ以前は、高温の鉄の上を蒸気が通過することで水素を発生させていたが、プロセスや純度の制御が困難だった。
化学反応には、水酸化ナトリウム（NaOH）、フェロシリコン、水（H2O）を使う。シリコールの製造は、重鋼の圧力容器に水酸化ナトリウムとフェロシリコンを入れ、密閉して制御された量の水を加え、水酸化ナトリウムが溶けることで93℃に加熱されて反応が始まり、ケイ酸ナトリウム、水素、水蒸気が生成される仕組みになっている。  
2NaOH + Si+ H2O → 2Na2SiO3 + 2H2
フェロシリコンによって気球用の水素を現場で簡単に作れるようになった。